# Потапська Ганна Андріївна
Ганна Андріївна Потапська (нар. 5 лютого 1961, село Писарівка, тепер Красилівського району Хмельницької області) — українська радянська діячка, оператор комплексу по вирощуванню нетелей колгоспу «Радянська Україна» Красилівського району Хмельницької області. Депутат Верховної Ради УРСР 11-го скликання.

## Біографія
Освіта середня спеціальна.
З 1980 року — технік, з 1981 року — оператор комплексу по вирощуванню нетелей колгоспу «Радянська Україна» Красилівського району Хмельницької області.
Потім — на пенсії в селі Писарівка Красилівського району Хмельницької області.

## Нагороди
- ордени
- медалі